# Тетракарбонилдигидриджелезо
Тетракарбонилдигидриджелезо — неорганическое соединение, карбонильный комплекс железа с формулой H2Fe(CO)4,
светло-жёлтая жидкость,
растворяется в воде,
самовоспламеняется на воздухе.

## Получение
- Действие пентакарбонилжелеза на растворы концентрированных щелочей:

{\displaystyle {\mathsf {Fe(CO)_{5}+2NaOH\ {\xrightarrow {}}\ H_{2}Fe(CO)_{4}+Na_{2}CO_{3}}}}

## Физические свойства
Тетракарбонилдигидриджелезо — неприятно пахнущая светло-жёлтая жидкость, разлагается при температуре выше −10°С на водород и смесь карбонилов железа.
На воздухе самовоспламеняется.
Растворяется в воде, пиридине и жидком аммиаке.

## Химические свойства
- Является восстановителем:

{\displaystyle {\mathsf {3H_{2}Fe(CO)_{4}+3MnO_{2}+3H_{2}SO_{4}\ {\xrightarrow {}}\ Fe_{3}(CO)_{12}+3MnSO_{4}+6H_{2}O}}}
{\displaystyle {\mathsf {2H_{2}Fe(CO)_{4}+5H_{2}O_{2}\ {\xrightarrow {}}\ 2Fe(OH)_{3}+8CO+4H_{2}O}}}
- Водород замещается на катионы металлов:

{\displaystyle {\mathsf {H_{2}Fe(CO)_{4}+2KNH_{2}\ {\xrightarrow {}}\ K_{2}Fe(CO)_{4}+2NH_{3}}}}
{\displaystyle {\mathsf {H_{2}Fe(CO)_{4}+BaI_{2}+2NH_{3}\ {\xrightarrow {}}\ BaFe(CO)_{4}+2NH_{4}I}}}
{\displaystyle {\mathsf {H_{2}Fe(CO)_{4}+HgCl_{2}\ {\xrightarrow {}}\ HgFe(CO)_{4}+2HCl}}}
- Реагирует с галогенами:

{\displaystyle {\mathsf {H_{2}Fe(CO)_{4}+I_{2}\ {\xrightarrow {}}\ Fe(CO)_{4}I_{2}+H_{2}}}}
{\displaystyle {\mathsf {H_{2}Fe(CO)_{4}+2I_{2}\ {\xrightarrow {}}\ Fe(CO)_{4}I_{2}+2HI}}}